# Valle de Cinti
El valle de Cinti, también conocido como valle de los Cintis, es un valle interandino de Bolivia, ubicado en las provincias de Nor Cinti y Sud Cinti, en el departamento de Chuquisaca. Está conformado por un valle alto constituido por varias cuencas pequeñas y un cañón estrecho alargado que recorre de norte a sur, con altitudes que varían entre 2200 y 3600 m s. n. m.. Históricamente, el valle de Cinti ha constituido un importante corredor natural que conectaba a las poblaciones de la puna o altiplano del oeste con las poblaciones de los valles y tierras bajas del este.
El valle se distingue por su tradición vitivinícola, desarrollada desde la época colonial, y reconocida como una de las más importantes del país. Entre las localidades más destacadas del valle se encuentran Camargo y Villa Abecia.

## Historia

### Prehistoria
Durante el Periodo Precerámico (ca. 6000-2000 a. C.), los valles del sur de Bolivia estuvieron habitados por grupos de cazadores-recolectores que aprovechaban diversos recursos presentes en distintas zonas ecológicas. Durante el Periodo Formativo (ca. 2000 a. C.-400 d. C.), descrito inicialmente por el investigador argentino Ibarra Grasso, surgieron las primeras culturas agrícolas en la región del sur de Bolivia. Durante el Periodo de Desarrollo Regional Temprano (aproximadamente 400–800 d. C.), que coincide con el Horizonte Medio en los Andes centrales, las sociedades del sur de Bolivia comenzaron a desarrollar estilos cerámicos localmente distintivos. La nucleación poblacional condujo a la formación de asentamientos más grandes, generalmente ubicados en áreas cercanas al fondo de los valles y a lo largo de los ríos. Sin embargo, este periodo es poco comprendido en la prehistoria del sur de Bolivia debido a la escasez de investigaciones y a la dificultad para identificar ocupaciones específicas de este periodo en asentamientos con múltiples fases de ocupación.
Durante el Periodo de Desarrollo Regional Tardío (aproximadamente 800–1430 d. C.), surgieron sociedades organizadas a nivel regional. Las fuentes etnohistóricas las describen como sociedades segmentarias, estructuradas en confederaciones como los Chichas, Qaraqara, Charkas y otras entidades políticas. La existencia de jerarquías sociopolíticas se refleja en el registro arqueológico a través de centros regionales rodeados de asentamientos menores, como en los valles de Oroncota, Icla, Tarija y Cinti. Hacia el 900 d. C. la región de Pilaya y Paspaya, dentro de la cual se encuentra el valle de Cinti, estuvo poblada por sociedades portadoras del estilo cerámico Huruquilla.
Durante el Periodo Tardío u Horizonte Tardío (1430–1540 d. C.), en el valle de Cinti continuaron procesos ya iniciados en épocas anteriores, como el crecimiento de centros locales y regionales, el aumento de la población y la expansión de pequeños asentamientos a lo largo del valle. Además, se intensificó la actividad agrícola, especialmente mediante la ampliación de sistemas de terrazas tanto en el valle alto como en el cañón. Todo esto ocurrió en el contexto de la expansión inca en el sur de Bolivia. La incorporación del valle de Cinti al imperio inca se evidencia en la presencia de tramos del Qhapaq Ñan que lo conectaban con otras regiones, así como en cambios sutiles en la cerámica local, pinturas rupestres con iconografía inca y transformaciones económicas. Estas incluyen nuevas prácticas de almacenamiento, celebraciones rituales y un control en las redes de intercambio.

### Época colonial
Poco después de las fundaciones de La Plata (1538) y Potosí (1545), los españoles comenzaron a explorar el valle de Cinti, visitando tempranamente comunidades como Cinti (actual Camargo), Camataqui (Villa Abecia) y San Juan. Aunque los registros de los primeros tiempos coloniales son escasos debido a la destrucción de documentos durante los levantamientos indígenas de 1780 y la guerra de independencia, se sabe que en esa etapa inicial ya se habían establecido cultivos agrícolas, entre ellos vid y olivo.
En 1588 se estableció el priorato de Pilaya y Paspaya, el cual posteriormente dio origen a la provincia colonial del mismo nombre. Pilaya y Paspaya (actual Pilcomayo), también escrito Pazpaya, son los ríos que delimitaban a esta provincia. El principal objetivo del priorato fue la evangelización de los pueblos chiriguanos, con el fin de proteger la frontera del valle de Cinti de sus incursiones frecuentes. Estas incursiones afectaban a las comunidades chichas y a las colonias españolas que comenzaban a consolidarse en la región.
Hacia mediados del siglo XVI, los misioneros jesuitas introdujeron el cultivo sistemático de la vid en el valle, procedente de los valles del Bajo Perú, donde ya se había adaptado con éxito. Según registros históricos, en 1584 el valle ya era conocido como Cinti, y fue poblado y cultivado inicialmente por órdenes religiosas como los dominicos, jesuitas y franciscanos.
A partir de esa época, el cultivo de la vid se expandió progresivamente a lo largo del valle. A comienzos del siglo XVII, se inició un proceso de diversificación económica que puso fin al control monopólico ejercido por los misioneros, permitiendo que otros sectores accedieran a la producción. Los principales productos del valle, como vino, cereales y ganado, comenzaron a abastecer el mercado de Potosí, donde fueron bien recibidos por los centros de consumo.
Durante más de dos siglos, entre inicios del siglo XVIII y finales del XIX, el vínculo comercial entre el valle de Cinti y Potosí estuvo condicionado por las variaciones en la producción de plata. Estas fluctuaciones afectaban directamente la demanda de productos cinteños, especialmente los derivados de la uva. Ya desde fines del siglo XVI, una primera caída en la minería provocó una reducción significativa en el comercio, que se reflejó también en las ventas provenientes del valle de Cinti.
A principios del siglo XIX, el valle de Cinti albergaba una significativa concentración de propietarios de haciendas, entre los que se encontraban españoles peninsulares, criollos nacidos en la región de Charcas y mestizos.

### Guerra de la independencia

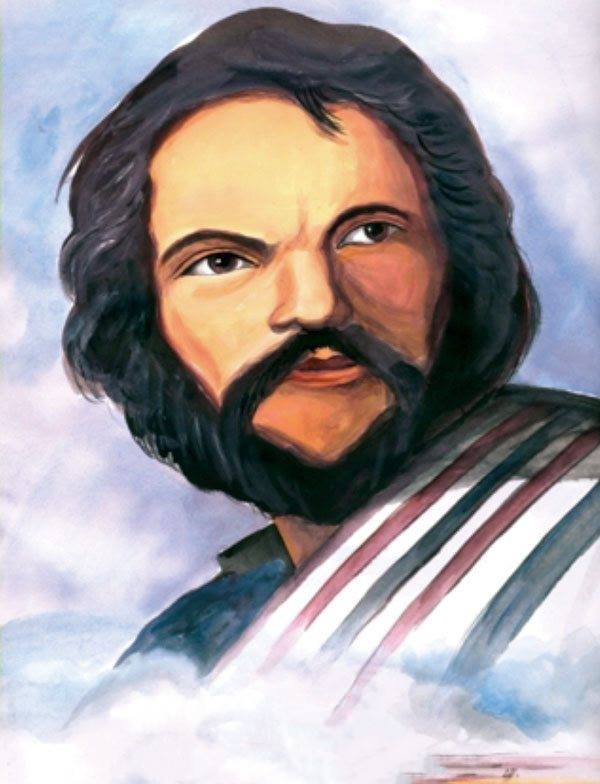
Vicente Camargo, guerrillero patriota durante la guerra de la independencia.

Durante la guerra de la independencia, el valle de Cinti fue escenario de varios enfrentamientos entre fuerzas patriotas y realistas. En el contexto de una creciente actividad guerrillera en las provincias de la Real Audiencia de Charcas, en octubre de 1814, emergió como figura clave el guerrillero Vicente Camargo, quien apoyó al Ejército Auxiliar del Río de la Plata. Como líder de la Republiqueta de Cinti, comandó un pequeño pero eficaz grupo de caballería, combatiendo durante quince meses en la región y logrando varias victorias en el gran cañón de Cinti. Su acción constante lo convirtió en un enemigo temido por las tropas realistas.
El 27 de marzo de 1815, tropas patriotas dirigidas por el comandante Caballero combatieron a las fuerzas del comandante realista Francisco Javier Aguilera en las inmediaciones de la hacienda San Pedro, en el valle de Cinti. Al día siguiente, Caballero logró una exitosa incursión en el sector de La Quemada, río arriba de La Palca, enfrentando a un destacamento realista que transportaba pertrechos enviados desde Cotagaita. Posteriormente, se replegó con parte de sus tropas hacia la zona de la parroquia, donde fueron sorprendidos por las fuerzas de Aguilera en la madrugada. El combate resultó en una masacre: según el propio parte de guerra de Aguilera, más de doscientos patriotas fueron muertos y varios prisioneros fueron ejecutados sin juicio.
Estos hechos reflejan la violencia con que se desarrolló el conflicto en el valle de Cinti, así como la represión sistemática hacia los insurgentes.

### Época republicana
Luego de la independencia de Bolivia en 1825, se creó una nueva división administrativa. El valle de Cinti quedó dentro de la provincia de Cinti en el nuevo departamento de Chuquisaca. Durante las décadas siguientes, el valle experimentó cambios económicos significativos.
En 1840, el valor de las propiedades agrícolas en la región se incrementó notablemente, en parte debido a la reactivación de las cosechas. Sin embargo, entre 1880 y 1890, la economía local se vio afectada por la crisis de la plata, que redujo la centralidad económica de Potosí, así como por el contrabando de alcoholes y la competencia del transporte ferroviario, que facilitó el ingreso de productos más baratos. A comienzos del siglo XX, la situación comenzó a cambiar con la creación de grandes empresas agroindustriales, como la Sociedad Agrícola Ganadera e Industrial de Cinti (SAGIC S.A.), fundada en 1925 con financiamiento del empresario y magnate Simón I. Patiño, lo que marcó una nueva etapa en la actividad económica del valle.
SAGIC fue establecida sobre la base de tres haciendas: San Pedro, ubicada en el valle de Cinti, y Culpina e Incahuasi, situadas en áreas aledañas, consolidándose como una de las más grandes del país en el rubro agroindustrial. La Reforma Agraria en 1953 afectó considerablemente sus operaciones, al disponer la expropiación total de Incahuasi, gran parte de Culpina y parte de San Pedro. En las décadas siguientes, la compañía concentró sus actividades en la hacienda San Pedro, desde donde continuó la producción vitivinícola, impulsando su propia marca de singani y logrando mantener una posición destacada en el mercado nacional.

## Geografía
El valle de Cinti se encuentra en el sur de Bolivia, formando parte de la región de los valles interandinos de la cordillera de los Andes. Administrativamente se encuentra en los municipios de Camargo y Villa Abecia, ubicados en las provincias de Nor Cinti y Sud Cinti respectivamente, al sur del departamento de Chuquisaca. Tiene una longitud de 80 km que recorre en dirección general de norte a sur.

### Hidrología
Los ríos del valle de Cinti presentan un alto caudal, especialmente durante la temporada de lluvias. Ríos como el Lique Mayu, Tacu Mayu, Churqui Pampa, Ñequeta y Chiñi Mayu desembocan en el río Chico, en el cañón. Este se une al río Tumusla cerca de Palca Grande, formando el río Grande, que a su vez desemboca en el río Camblaya, un importante afluente del Pilcomayo. También se considera que el río mantiene el nombre de Tumusla hasta su desemboque en el río Camblaya. Según cálculos de Cortés (1994), el Chiñi Mayu tiene un caudal de 0,265 m³/s, el río Chico de 0,106 m³/s y el río Grande de 3,85 m³/s.

### Geología
Desde el punto de vista geológico, el valle de Cinti presenta tres tipos principales de formaciones. La base occidental del valle está compuesta por depósitos del Terciario, con presencia de conglomerados, areniscas, limonitas y calizas, acompañados de intercalaciones de arcillas micáceas. En cambio, la parte oriental de la base del valle y las serranías medias corresponden a formaciones del Cretácico, que incluyen areniscas calizas, calizas con nódulos de pedernal y alternancias de areniscas y limonitas. En las capas superiores predominan morgas y arcillitas.
En las zonas altas del valle, las formaciones geológicas pertenecen al Ordovícico y están compuestas principalmente por areniscas, lutitas y cuarcitas. La región está atravesada por una gran falla inversa, que forma parte de las paredes del cañón, y se extiende a lo largo del valle, donde también son comunes las estructuras geológicas tipo sinclinal y anticlinal.

## Clima

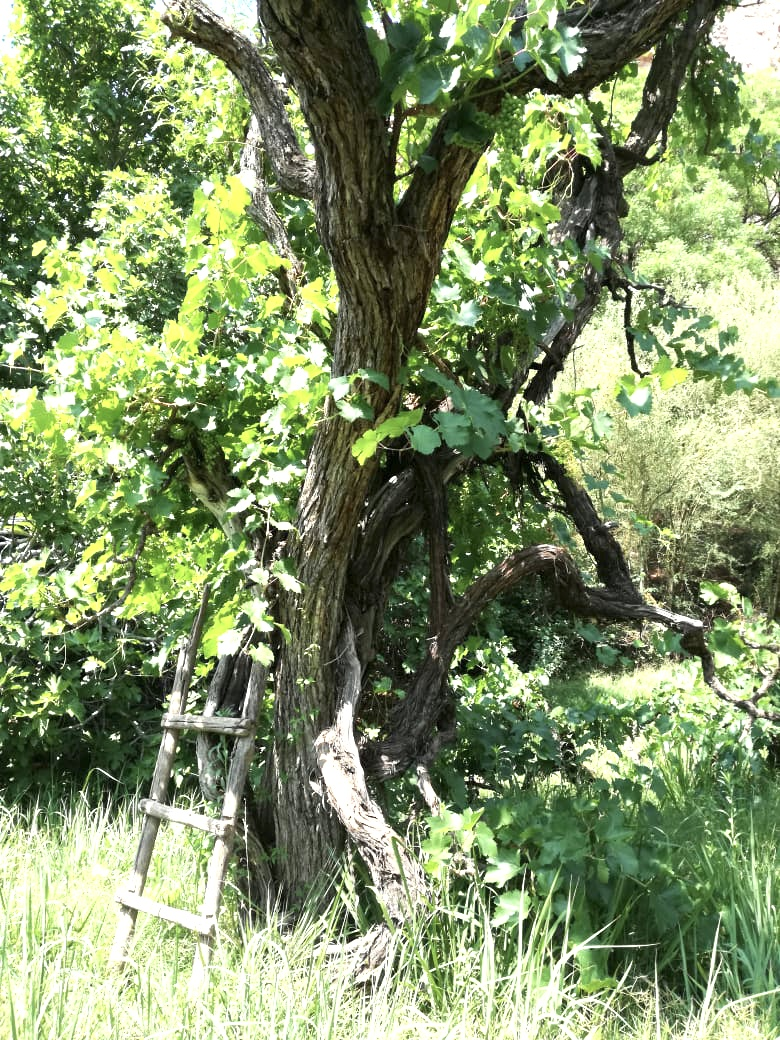
Vides centenarias en el valle de Cinti.

El valle de Cinti, que abarca el valle alto y el valle bajo, o cañón, presentas climas levemente diversos entre sí. El valle alto se clasifica como una zona subhúmeda-seca, con uno o dos meses de excedente hídrico y de seis a siete meses de déficit, además de inviernos moderadamente secos. En cambio, el valle bajo es una zona semiárida, con entre seis y doce meses de déficit hídrico, condiciones marcadamente secas, baja humedad y lluvias estivales limitadas.
La región recibe un promedio anual de 476 mm de lluvia, aunque la distribución no es uniforme. En general, la temporada de lluvias va de octubre a marzo y la seca de abril a septiembre, aunque esto varía según la zona. Por ejemplo, en Villa Abecia las lluvias comienzan en diciembre y se extienden hasta marzo, mientras que la estación seca abarca de abril a noviembre.
La temperatura varía según la altitud, con un promedio anual de 12 °C en el valle alto y de 17 °C en el cañón. Las máximas pueden alcanzar entre 35 °C y 41 °C en verano, mientras que en invierno, cuando ingresan masas de aire frío desde el sur, pueden descender hasta -10 °C. Diversos factores climáticos afectan negativamente a la actividad agrícola en el valle de Cinti, entre ellos las heladas, el granizo, la sequía y las lluvias intensas.

## Flora y fauna

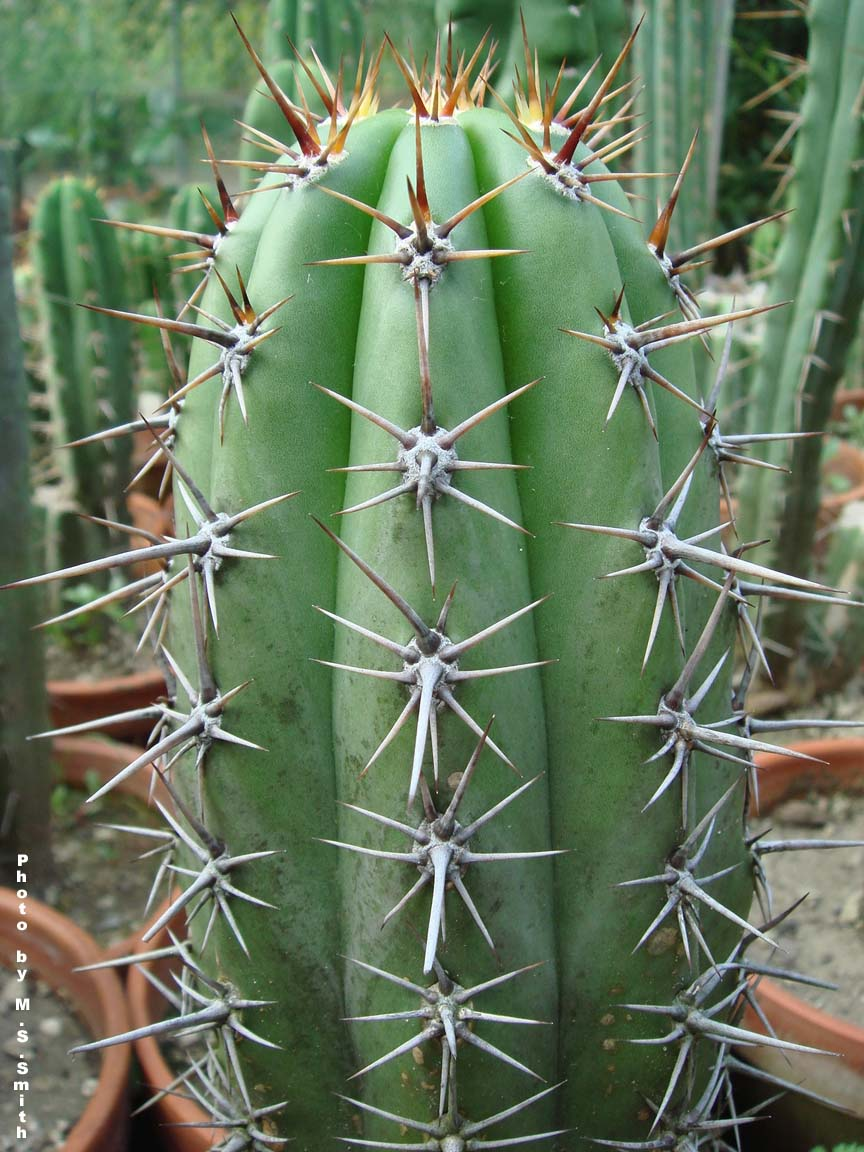
Cactus (Trichocereus tacaquirensis) endémico de la región de Cinti.

La vegetación en el valle de Cinti está compuesta principalmente por pastos y arbustos xerófitos, con comunidades vegetales que varían según la altitud. En el valle alto predominan especies comunes en otros valles altos andinos, mientras que en el cañón la vegetación está más adaptada a condiciones áridas. Los valles interandinos han sufrido una fuerte intervención humana desde tiempos prehispánicos, lo que ha alterado significativamente los patrones naturales de vegetación. Entre los árboles que se encuentran en la región están el churqui, algarrobo o takho, y el molle.
En cuanto a la fauna, muchas especies que habitaban el valle de Cinti hoy son raras o han desaparecido, como el ciervo taruka, felinos como el puma, el gato andino y loros andinos. Se cree que el guanaco también vivió en la zona y sus alrededores, específicamente en las serranías de Lique y Mochará. Según testimonios de los pobladores más antiguos, la caza de guanacos era común hasta principios del siglo XX, cuando la especie prácticamente desapareció de la región, aunque algunos afirman que aún existen pequeños grupos en las montañas de Lique. Otros animales presentes en el valle son la vizcacha, el cuy silvestre, el chozchoz y el zorro andino.

## Producción

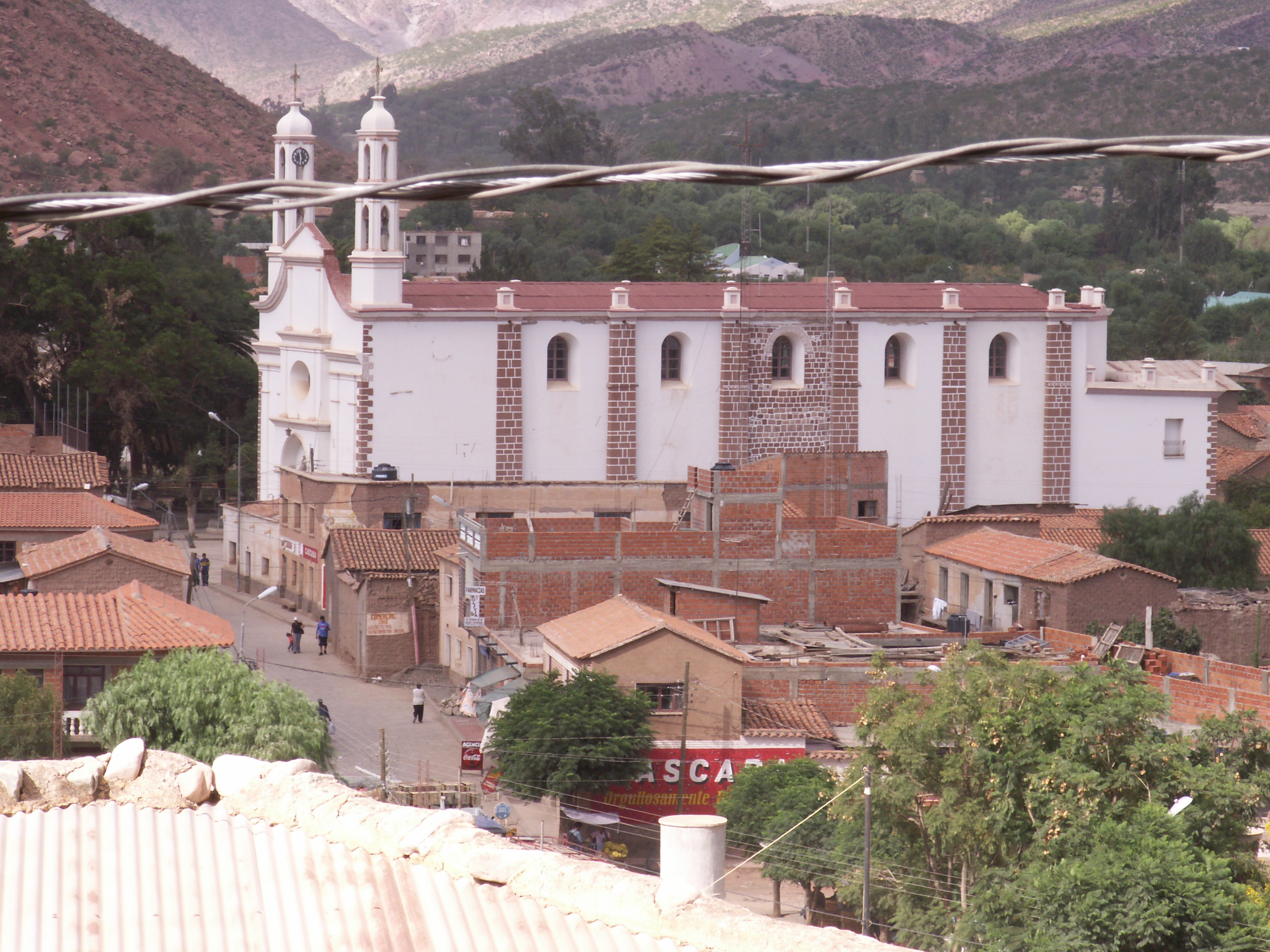
Vista de la iglesia de Camargo, la localidad más grande del valle de Cinti.

El valle de Cinti es reconocido como una de las regiones vitivinícolas más tradicionales e importantes de Bolivia. Desde el periodo colonial temprano, cuando se introdujo el cultivo de la vid, esta zona ha producido vinos y aguardientes, en especial singani, durante más de cuatro siglos y medio. Su clima templado y sus condiciones agroecológicas favorables han consolidado al valle como un centro destacado de producción agrícola. Estudios genéticos recientes han identificado tres variedades de uva cultivadas en la región, Albilla, Borgoña y Vischoqueña, como únicas en Sudamérica, al no presentar coincidencias en bases de datos internacionales ni en registros de otras variedades criollas de origen similar.
Durante la época colonial, la elaboración de vinos y aguardientes en el valle de Cinti estuvo estrechamente vinculada al mercado de Potosí, donde se atendía la demanda de las poblaciones mineras y campesinas, en relación con los ciclos de producción de plata. Durante este período, las propiedades agrícolas en el valle de Cinti eran relativamente extensas. Según un censo agrícola de 1823, hacia el final de la colonia existían 144 viñedos de propiedad independiente en la región. Sin embargo, hacia comienzos del siglo XX, la concentración de tierras disminuyó considerablemente. Para el año 1902, se registraban 1.291 propiedades en el valle, lo que indica un proceso de fragmentación de la tenencia de la tierra. En la época republicana, el desarrollo de los medios de transporte permitió que los aguardientes cinteños alcanzaran reconocimiento a nivel nacional, destacándose por su calidad y continuidad productiva.
Además de la vid, el valle de Cinti también ha producido frutas como durazno, manzana, damasco, ciruela, albarillo, higo, nuez y pera, aunque en menor escala.
Una característica distintiva del valle de Cinti es la limitada superficie cultivable, determinada por la topografía de la región. Los cultivos agrícolas, incluidos los viñedos, se concentran principalmente en las franjas de tierra ubicadas a orillas de los ríos, donde las condiciones del terreno permiten un aprovechamiento más eficiente del espacio disponible.